# Legan (ort)
Legan är en ort i republiken Irland.   Den ligger i grevskapet An Longfort och provinsen Leinster, i den centrala delen av landet, 100 km väster om huvudstaden Dublin. Legan ligger 60 meter över havet och antalet invånare är 199.
Terrängen runt Legan är platt. Runt Legan är det glesbefolkat, med 11 invånare per kvadratkilometer. Närmaste större samhälle är An Muileann gCearr, 19,8 km sydost om Legan. Trakten runt Legan består i huvudsak av gräsmarker.